# Nicolas Hunziker
Nicolas Hunziker (Büsserach, 23 febbraio 1996) è un ex calciatore svizzero, di ruolo attaccante.

## Carriera

### Club
Ha giocato nella prima divisione svizzera.

### Nazionale
Ha giocato nelle nazionali giovanili svizzere Under-15, Under-16, Under-17, Under-19, Under-20 ed Under-21.

## Statistiche

### Presenze e reti nei club
Statistiche aggiornate al 7 ottobre 2019.
| Stagione        | Squadra         | Campionato      | Campionato | Campionato | Coppe nazionali | Coppe nazionali | Coppe nazionali | Coppe continentali | Coppe continentali | Coppe continentali | Altre coppe | Altre coppe | Altre coppe | Totale | Totale | Totale |
| Stagione        | Squadra         | Comp            | Pres       | Reti       | Comp            | Pres            | Reti            | Comp               | Pres               | Reti               | Comp        | Pres        | Reti        | Pres   | Reti   |        |
| --------------- | --------------- | --------------- | ---------- | ---------- | --------------- | --------------- | --------------- | ------------------ | ------------------ | ------------------ | ----------- | ----------- | ----------- | ------ | ------ | ------ |
| 2015-2016       | Basilea         | SL              | 3          | 0          | CS              | 1               | 0               | UEL                | 0                  | 0                  | -           | -           | -           | 4      | 0      |        |
| 2016-2017       | Grasshoppers    | SL              | 14         | 1          | CS              | 2               | 2               | UEL                | -                  | -                  | -           | -           | -           | 16     | 3      |        |
| 2017-2018       | Thun            | SL              | 24         | 3          | CS              | 2               | 0               | -                  | -                  | -                  | -           | -           | -           | 26     | 3      |        |
| 2018-2019       | Thun            | SL              | 14         | 0          | CS              | 2               | 3               | -                  | -                  | -                  | -           | -           | -           | 16     | 3      |        |
| lug.-sett. 2019 | Thun            | SL              | 0          | 0          | CS              | 1               | 0               | UEL                | 0                  | 0                  | -           | -           | -           | 1      | 0      |        |
| Totale Thun     | Totale Thun     | Totale Thun     | 38         | 3          |                 | 5               | 3               |                    | 0                  | 0                  |             | -           | -           | 43     | 6      |        |
| Totale carriera | Totale carriera | Totale carriera | 55         | 4          |                 | 8               | 5               |                    | 0                  | 0                  |             | -           | -           | 63     | 9      |        |

## Palmarès

### Club

#### Competizioni nazionali
- Campionato svizzero: 1

Basilea: 2015-2016